# Sentinelczycy

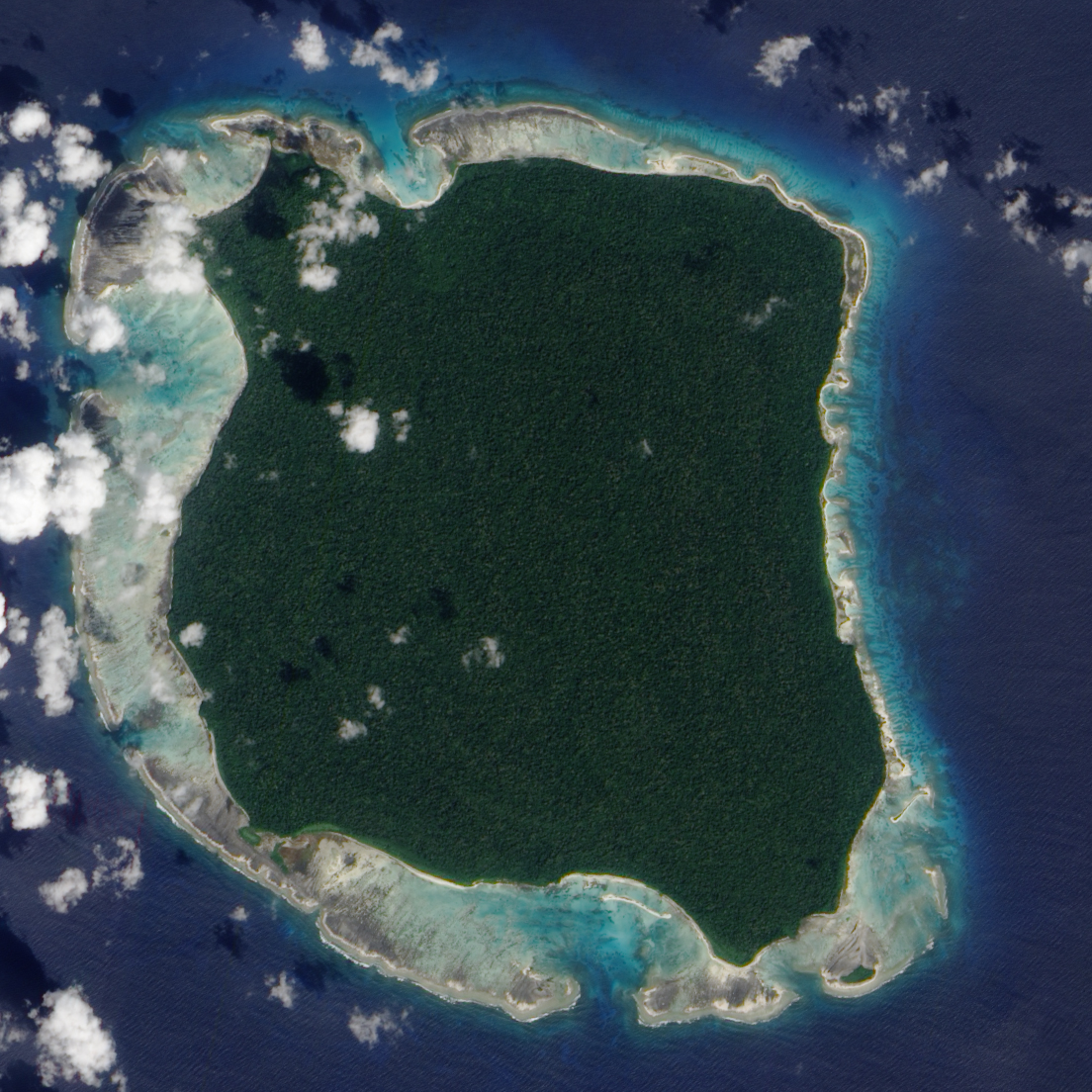
Wyspa Sentinel Północny

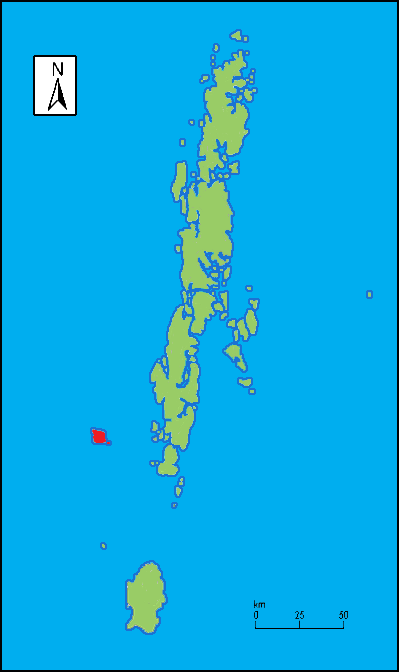
Położenie Sentinelu Północnego względem archipelagu Andamanów

Sentinelczycy – rdzenni mieszkańcy niewielkiej wyspy Sentinel Północny w archipelagu Andamanów w Zatoce Bengalskiej, jedno z plemion izolowanych. De nomine mieszkają na indyjskim terytorium związkowym Andamanów i Nikobarów, w rzeczywistości stanowią plemienne państwo de facto niepodległe, gdyż niemal wszelkie próby aneksji bądź kontaktu zakończyły się śmiercią bądź koniecznością ucieczki odwiedzających. 

## Opis
Sentinelczycy są zaliczani do Negrytów. Charakteryzują się niskim wzrostem (ok. 160 cm), ciemną skórą i włosami typu afrykańskiego (krótkie i „wełniste”). Ich przodkowie dotarli na archipelag prawdopodobnie jeszcze w środkowym paleolicie, zdaniem antropologów około 30 tysięcy lat temu. Jest to lud zbieracko-łowiecki. Ludność Północnego Sentinelu posługuje się bliżej niepoznanym i niesklasyfikowanym językiem sentinelskim.
Z istniejących nagrań i zdjęć wiadomo, że Sentinelczycy używają długich łuków (z co najmniej trzema rodzajami strzał), oszczepów (przypominających nieco rzymskie pilum) oraz noży i kamieni. Do połowu ryb stosują, oprócz specjalnych strzał (z ząbkowanymi ostrzami), długie harpuny (do ok. 250 cm długości) i proste sieci. Posługują się też ciesakami, grubo plecionymi koszami oraz drewnianymi pojemnikami. Umieją budować także proste przybrzeżne łódki z bocznym pływakiem, które wykorzystują do łowienia ryb i zbierania skorupiaków z przybrzeżnych lagun. Łodzie te nie nadają się jednak do podróżowania po otwartym morzu (np. z wyspy na wyspę). Sentinelczycy używają ognia, ale nie jest jasne, czy potrafią sami go krzesać, czy muszą czekać na uderzenie błyskawicy.
Na szyjach noszą proste ozdoby, niektóre wykonane z przedmiotów wyrzucanych na brzeg (często metalowe, obrabiane na zimno). Na początku lat 80. XIX wieku oficer marynarki brytyjskiej Maurice Vidal Portman informował, że zwyczaje kulinarne Sentinelczyków są bardziej zbliżone do spotykanych wśród ludu Onge z Małego Andamanu niż do bliższych im geograficznie plemion z Wielkiego Andamanu.

## Populacja
Z uwagi na wprowadzony zakaz zbliżania się do wyspy i wcześniejsze wrogie kontakty dokładna liczba Sentinelczyków pozostaje nieznana. Dane są rozbieżne, wahając się od zaledwie 15 do 500 osób. Nieznany pozostaje też wpływ katastrofalnego trzęsienia ziemi z 2004, poza faktem, że część mieszkańców na pewno przeżyła (wysłany tam trzy dni po trzęsieniu śmigłowiec ostrzelano strzałami).

## Próby kontaktu
Pierwszą wyprawę naukowo-badawczą zorganizowano w styczniu 1880 pod dowództwem Portmana. Mimo że mieszkańcy uciekli w głąb wyspy, udało się pojmać dwoje starców i czworo dzieci, których zabrano do Port Blair na Andamanie Południowym. Starsi zmarli jednak dość szybko (prawdopodobnie wskutek choroby, na którą nie byli uodpornieni), a dzieci (obdarowane upominkami) przewieziono z powrotem na wyspę i więcej ich nie widziano. Brytyjczycy zaniechali dalszych prób kontaktu.
Od 1967 z inicjatywy antropologa Triloknatha Pandita zorganizowano szereg wypraw. Próby te – w asyście uzbrojonych policjantów – nie zakończyły się jednak sukcesem. Dopiero 29 marca 1970 ekspedycja Pandita natknęła się na grupę tubylców. Według jednego z członków ekspedycji wojownicy, po otrzymaniu w prezencie pewnej ilości ryb (wrzucono je do wody bez lądowania na brzegu), groźnie okrzyczeli członków ekspedycji. Następnie część z nich zaczęła kopulować z partnerkami, które wyszły na brzeg (pozostali nadal obserwowali badaczy). Po zakończonych stosunkach Sentinelczycy wycofali się w głąb wyspy, a ekspedycja zawróciła.
Inną próbę w 1974 podjęło towarzystwo National Geographic. Ekspedycja została jednak dwukrotnie ostrzelana z łuków, a reżyser mający nakręcić film dokumentalny został ranny w udo. Mimo to pozostawiono upominki (samochodzik, lalkę, orzechy kokosowe, ryby, związaną świnię i aluminiowe garnki), po czym wycofano się. Tubylcy zabrali tylko orzechy kokosowe i garnki, a resztę zakopali (wcześniej zabili świnię dzidami) i wrócili w głąb wyspy.
Próby kontaktu z początku lat 90. także nie powiodły się i w 1996 oficjalnie ich zaniechano. Jednym z powodów była obawa przed zarażeniem mieszkańców chorobami, na które nie mieli odporności.
Od 2005 obowiązuje całkowity zakaz zbliżania się do wyspy, dla ochrony tubylców i ze względu na ich agresywność wobec obcych. Mimo to w 2006 dwóch kłusowników łowiących kraby dopłynęło w pobliże wyspy i podczas snu zostało zastrzelonych przez sentinelskich łuczników. Miejscowi pochowali ciała w płytkich grobach. Nie udało się ich zabrać z wyspy, gdyż wysłany helikopter – podobnie jak w 2004 – został ostrzelany. Kolejny tragiczny incydent zdarzył się 16 listopada 2018. John Allen Chau, 27-letni Amerykanin z Alabamy, podróżnik i chrześcijański misjonarz, dostał się na wyspę dzięki pomocy miejscowych rybaków. Został zastrzelony przez plemiennych łuczników.
Obecnie Sentinelczycy posiadają pełną niezależność, a władze indyjskie ograniczają się jedynie do sporadycznego monitorowania wyspy z dystansu i egzekwowania zakazu wstępu.